# Jaime Alfonso Ruiz
Jaime Alfonso Ruiz (Cali, Valle del Cauca, Colombia; 3 de enero de 1984) es un futbolista colombiano formado en la Escuela de Fútbol Carlos Sarmiento Lora . Juega como delantero y su equipo actual es el K.S.K. Heist de la Segunda División de Bélgica.

## Trayectoria
Por esas cosas del fútbol, en el año de 2006, jugando para el Deportivo Pasto, su técnico Óscar Héctor Quintabani, decidió utilizarlo como lateral derecho pese a que en toda su carrera había sido delantero.
En el 2007 llegó como refuerzo del Cienciano del Cuzco para jugar la Copa Libertadores 2007. A mediados de ese año se marcha al Alianza Atlético de Sullana club donde fue figura y goleador, lo que le sirvió para irse al KVC Westerlo, anotó 15 goles en su paso por tierras sullanenses.
Fue el primer jugador colombiano en terminar como goleador absoluto de una liga en Europa, situación que aconteció con el Westerlo de Bélgica en 2009.

## Selección nacional

### Participaciones en Campeonato Sudamericano
| Campeonato                             | Sede    | Resultado    |
| -------------------------------------- | ------- | ------------ |
| Campeonato Sudamericano Sub-20 de 2003 | Uruguay | Cuarto lugar |

### Participaciones en Copas del Mundo
| Mundial                     | Sede                   | Resultado    | Partidos | Goles |
| --------------------------- | ---------------------- | ------------ | -------- | ----- |
| Copa Mundial Sub-20 de 2003 | Emiratos Árabes Unidos | Tercer lugar | 1        | 0     |

## Clubes
| Club                          | País             | Año              | Partidos | Goles |
| ----------------------------- | ---------------- | ---------------- | -------- | ----- |
| Escuela Carlos Sarmiento Lora | Colombia         | 1998 - 2002      | ?        | ?     |
| Deportes Quindío              | Colombia         | 2003             | ?        | ?     |
| Cortuluá                      | Colombia         | 2003 - 2005      | 25       | 6     |
| Aucas                         | Ecuador          | 2005             | ?        | ?     |
| Deportivo Pasto               | Colombia         | 2006             | 11       | 0     |
| Cienciano                     | Perú             | 2007             | 13       | 1     |
| Alianza Atlético              | Perú             | 2007 - 2008      | 37       | 13    |
| KVC Westerlo                  | Bélgica          | 2008-2011        | 46       | 19    |
| RKV Malinas                   | Bélgica          | 2011-2013        | 27       | 5     |
| KVC Westerlo                  | Bélgica          | 2013-2014        | 24       | 6     |
| K.S.K. Heist                  | Bélgica          | 2014-presente    | 24       | 6     |
| Total de carrera              | Total de carrera | Total de carrera | 207      | 56    |

## Palmarés

### Campeonatos nacionales
| Título          | Club            | País     | Año  |
| --------------- | --------------- | -------- | ---- |
| Torneo Apertura | Deportivo Pasto | Colombia | 2006 |